# Wavering Radiant
Wavering Radiant – piąty długogrający album grupy Isis.

## Lista utworów
1. "Hall of the Dead" – 7:41
2. "Ghost Key" – 8:31
3. "Hand of the Host" – 10:45
4. "Wavering Radiant" – 1:50
5. "Stone to Wake a Serpent" – 8:33
6. "20 Minutes / 40 Years" – 7:07
7. "Threshold of Transformation" – 9:53

## Twórcy
- Jeff Caxide – gitara basowa
- Aaron Harris – perkusja
- Michael Gallagher – gitara
- Bryant Clifford Meyer – gitara, elektronika
- Aaron Turner – śpiew, gitara, oprawa graficzna
- Joe Barresi – realizacja, miksowanie, produkcja
- Faith Coloccia – zdjęcia
- Adam Fuller – asystent realizatora
- Brian Gardner – mastering
- Adam Jones – gitara (utwór "Hall of the Dead"), instrumenty klawiszowe (utwór "Wavering Radiant")[3][4]